# Eryngium paludosum
Eryngium paludosum là một loài thực vật có hoa trong họ Hoa tán. Loài này được (C.Moore & Betche) P.W.Michael mô tả khoa học đầu tiên năm 1997.